# Tintenfischpilz

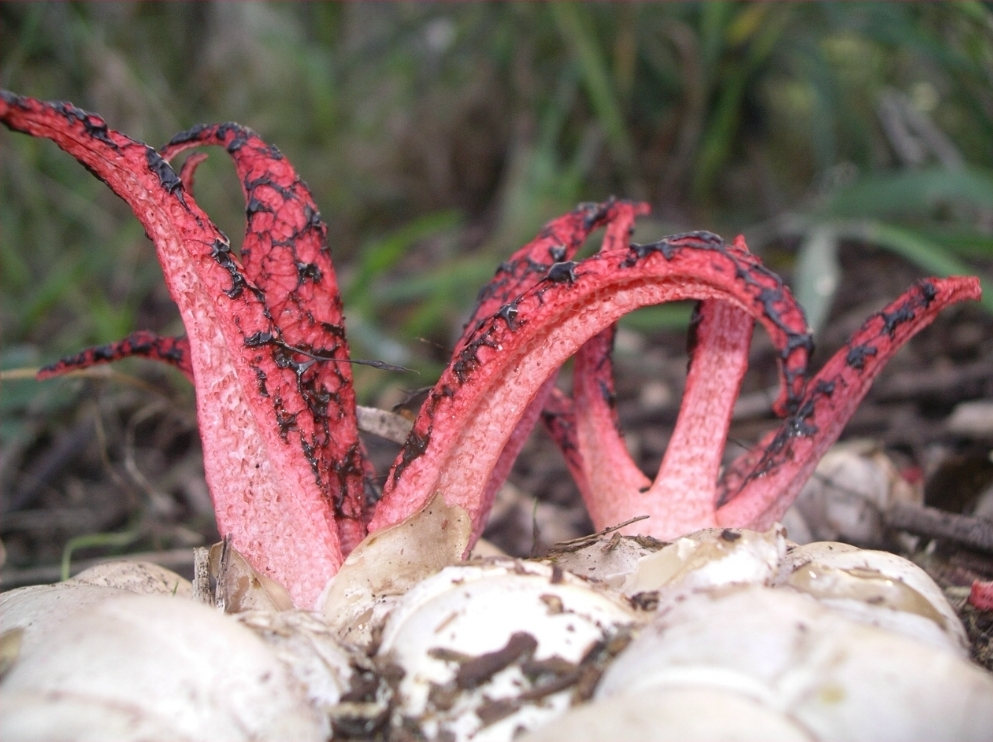
Tintenfischpilz in Rindenmulch

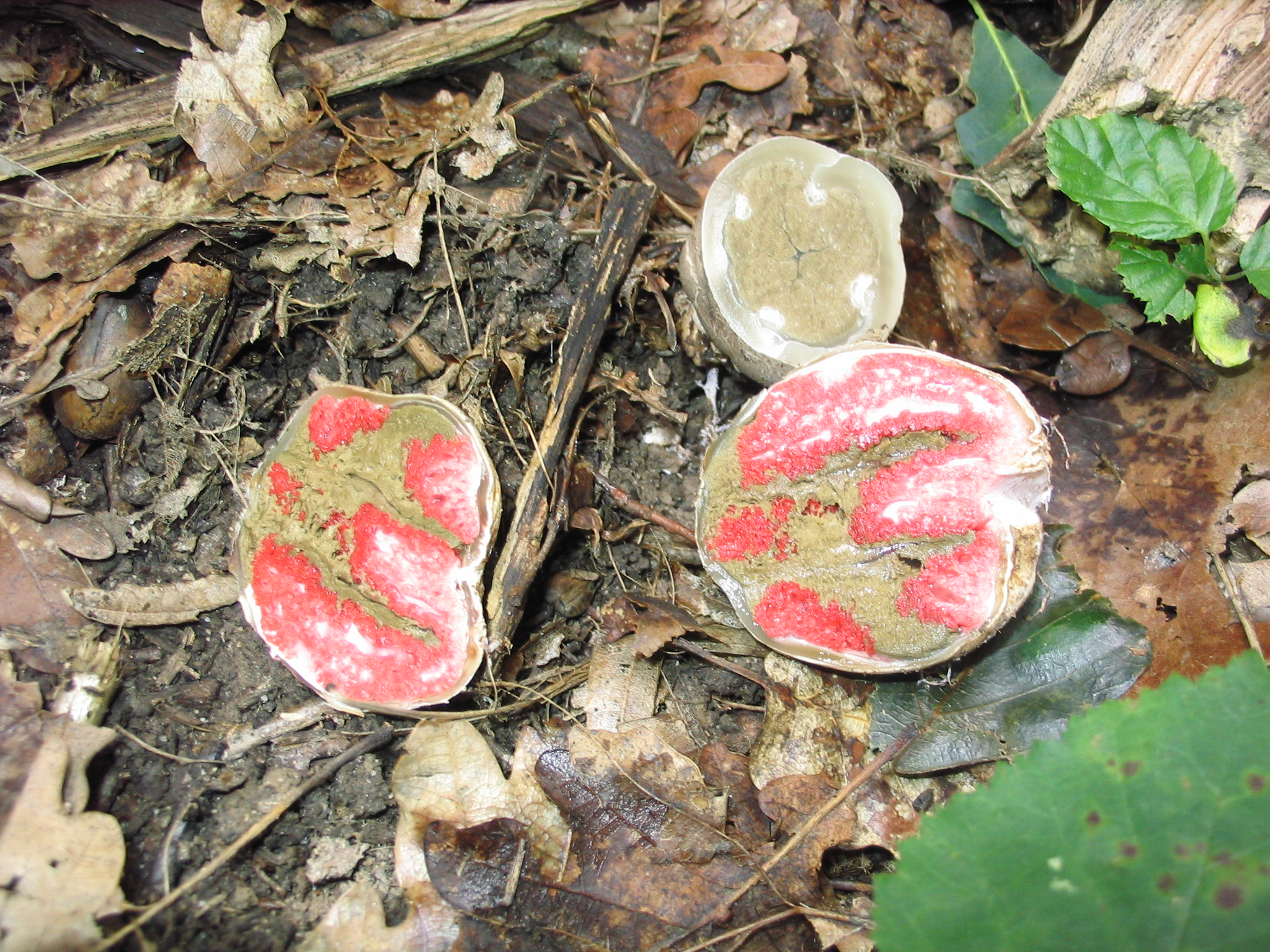
Hexeneier des Tintenfischpilzes

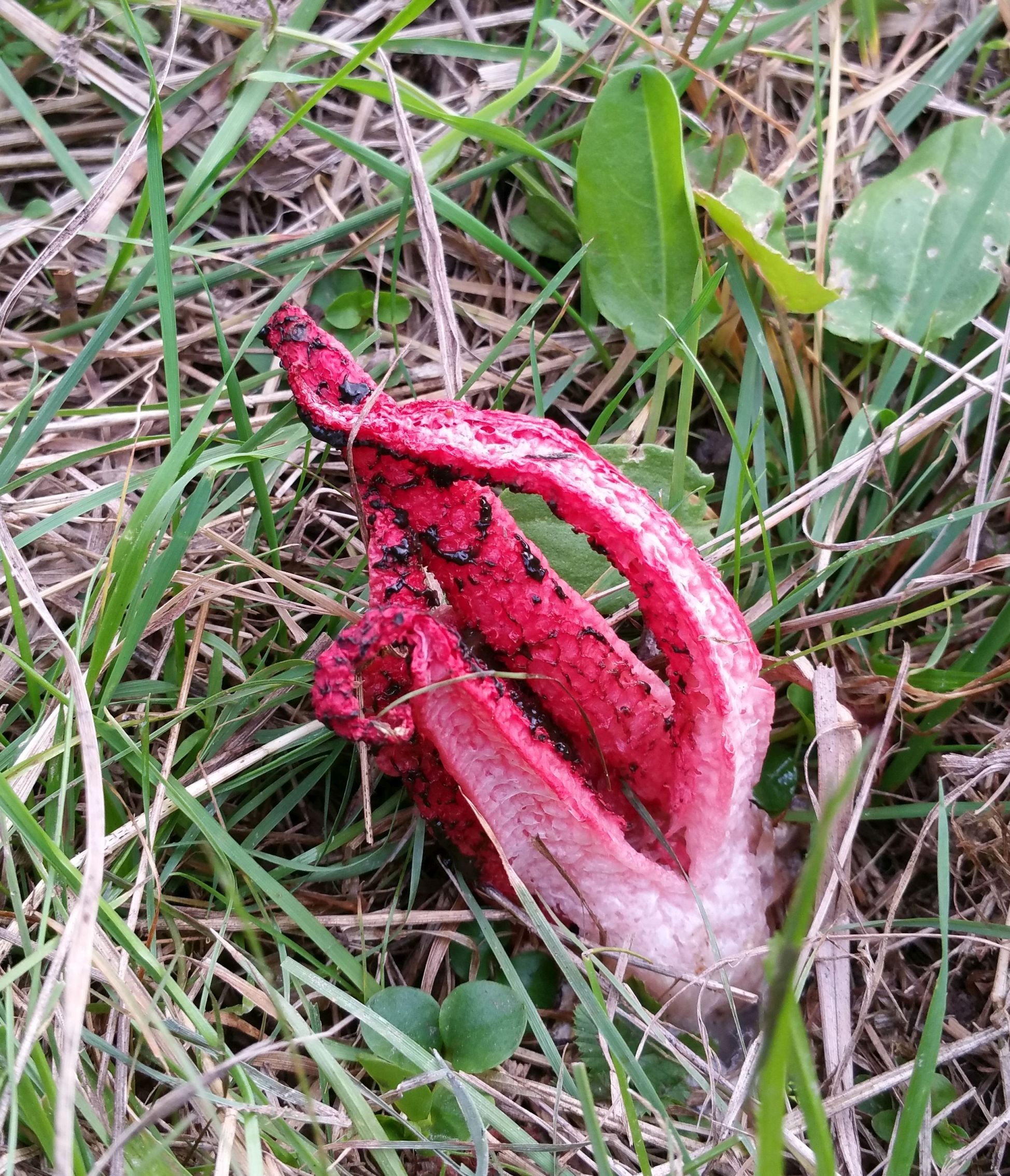
Tintenfischpilz auf einer Feuchtwiese

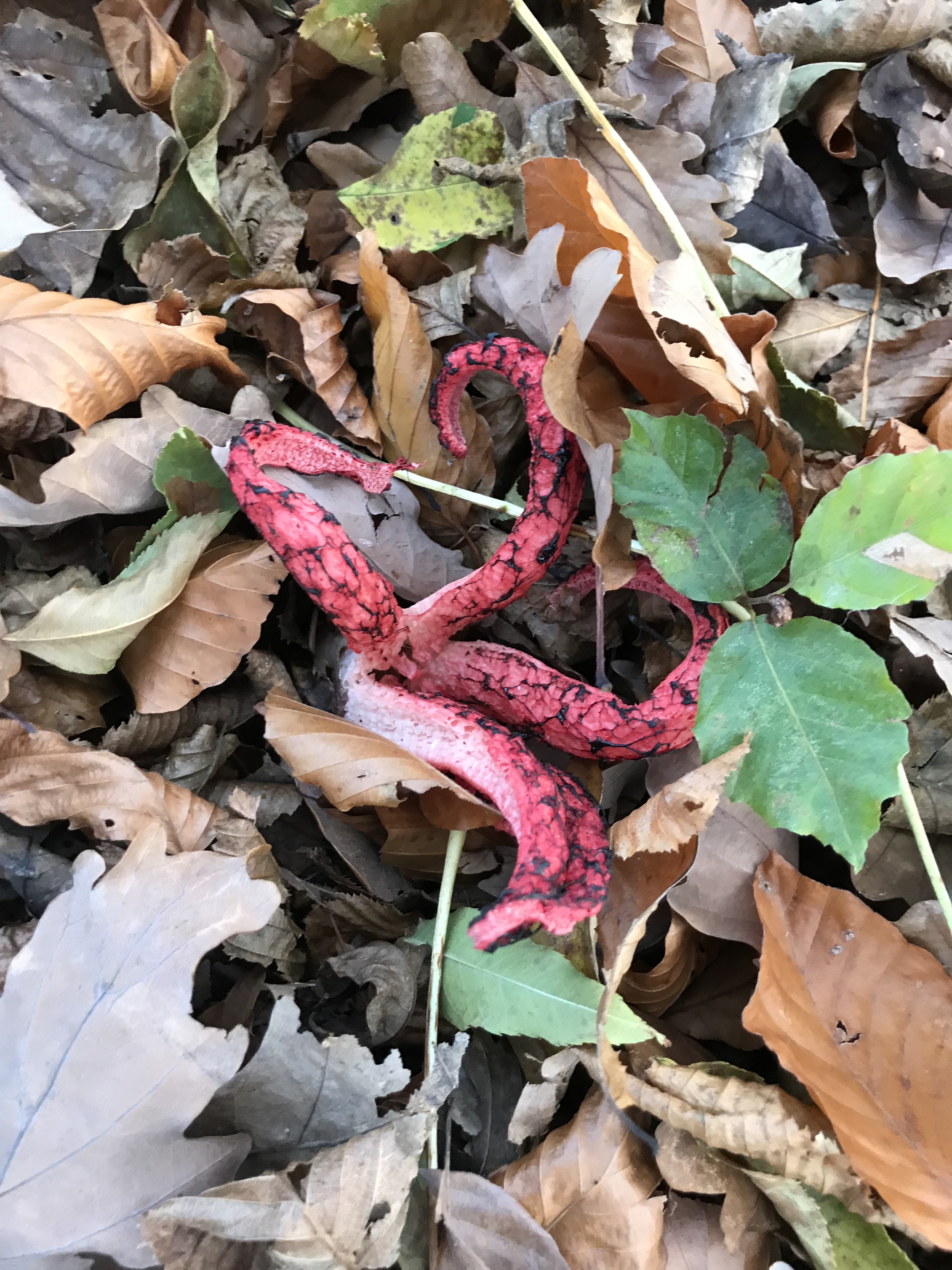
Tintenfischpilz (2017 in Baden-Württemberg in einem Wald zwischen Tübingen und Kusterdingen)

Der Tintenfischpilz (Clathrus archeri, Syn.: Anthurus archeri), auch Tintenfisch-Gitterling, Krakenpilz oder Krakenarmpilz genannt, ist eine Pilzart aus der Gattung der Gitterlinge (Clathrus) und ein enger Verwandter des Roten Gitterlings. 
Der um 1900 in Mitteleuropa eingeschleppte Pilz ist in Australien, Neuseeland und Malaysia heimisch und zählt zu den bodenbewohnenden Saprophyten.

## Merkmale
Der ungeöffnete Fruchtkörper wächst zuerst als cremefarbenes, kugelförmiges Hexenei (Durchmesser 3 bis 5 cm). Von den ähnlichen Hexeneiern der Stinkmorchel unterscheidet sich das des Tintenfischpilzes durch rosa gefärbte Rhizomorphen. Außerdem kann man beim Durchschneiden der Hexeneier bereits das rot gefärbte Receptaculum erkennen. 
Das Receptaculum besteht aus einem kurzen (etwa 4 cm langen) Stamm, der in der volvaartigen Hülle stecken bleibt, und 4 bis 7 Armen, die etwa 10 bis 12 cm lang werden. Diese sind zunächst an der Spitze verbunden und treten gemeinsam aus der Peridie aus, wenn der Pilz sich öffnet. Nach der Streckung trennen sie sich und breiten sich sternförmig aus. Die oberseits leuchtend-, unterseits blassroten Arme tragen auf der Innenseite die netzartig geteilte Fruchtmasse, eine olivschwärzliche, glänzende und klebrige Schleimschicht, die die Sporen enthält.

### Ökologie
In Mitteleuropa wächst der Tintenfischpilz als bodenbewohnender Saprophyt (auch als Saprobiont oder Destruent bezeichnet), da er sich von totem organischem Material ernährt. Seine fadenförmigen Mycele durchziehen den Boden, wo sie gelöste Nährstoffe aufnehmen. Wie alle periodisch auftretenden Pilze verbleibt der Tintenfischpilz so lange unbemerkt im Boden, bis er oberirdisch einen Fruchtkörper ausbildet.
Er ist in Wäldern (gern Eichen- oder Hainbuchenwald) anzutreffen, aber auch auf Friedhöfen sowie in Park- und Gartenanlagen. Dabei bevorzugt er nährstoffreiche, neutrale Böden mit PH-Werten zwischen 6,5 und 7,4. 
Der Stinkmorchelverwandte kommt in verschiedenen Waldtypen vor, oft entlang von Waldwegen. Seltener ist er außerhalb des Waldes zu finden, wobei er gern Totholz oder Rindenmulch besiedelt. Die Fruchtkörper erscheinen in Mitteleuropa in der Regel von Juli bis September.
Der starke Geruch nach Aas und wahrscheinlich auch die Kadaver imitierende Farbe locken Fliegen und Mistkäfer an, die die Sporen verbreiten.
Der Tintenfischpilz ist ungiftig und kann nach Entfernung des Sporenbehälters und der gelatinösen Gleba-Schicht verzehrt werden, gilt aber als ungenießbar und ist für die kulinarische Verwendung ungeeignet.

### Fortpflanzung
Während andere Pilzarten ihre Sporen durch den Wind verbreiten, haben Gitterlinge sich evolutionär so angepasst, dass die Verbreitung ihrer Sporen bereitwillig von anderen übernommen wird. Der Tintenfischpilz verströmt einen intensiven Aasgeruch, um damit Fleischfliegen, Schmeißfliegen und andere Saprobionten anzulocken, die seine glibberige Fruchtmasse mitsamt den Sporen fressen. Das Insekt hat Nahrung im Gegenzug für den Transport der Pilzsporen erhalten, die unbeschadet den Verdauungstrakt durchlaufen und mit etwas Glück an einem geeigneten Ort zum Keimen landen. Möglicherweise werden die Sporen zusätzlich durch Vögel und Wildschweine verbreitet. Die Verbreitung von Sporen unter Beteiligung von Tieren wird auch als Endozoochorie bezeichnet.

## Verbreitung
Der Tintenfischpilz ist in Australien, Tasmanien, Neuseeland und dem Malaiischen Archipel heimisch, eventuell auch in China, Süd- und Ostafrika sowie auf St. Helena. Der Pilz wurde 1910 aus Australien nach Europa eingeschleppt und war ab 1914 in den Vogesen zu finden.
In Kalifornien wurde er eingeschleppt.
Nach Europa gelangte er mit Woll- oder Militärtransporten. Als Erstfund in Europa wird 1913 in den Vogesen bei La Petite-Raon angegeben. In Deutschland wurde er zum ersten Mal 1934 bei Karlsruhe gefunden, in der Schweiz 1942 im Kanton Aargau. In Österreich wurde er 1948 erstmals nachgewiesen. Seitdem hat sich die Art in West- und Mitteleuropa weiter ausgebreitet und kann heute von Norditalien, Korsika, Westspanien und Nordfrankreich nördlich bis Südengland, Südnorwegen und Südschweden sowie östlich bis Südpolen, Tschechien, der Westukraine, neuerdings auch Bulgarien und Slowenien gefunden werden, eventuell ist er noch in Ausbreitung befindlich. Man nimmt an, dass er auch von Vögeln, die sporentragende Insekten gefressen haben, verbreitet wird. Die Art gilt in Europa nicht als invasiv, negative Auswirkungen auf die heimische Natur sind nicht bekannt.
Der Pilz wurde im deutschsprachigen Raum noch im späten 20. Jahrhundert als extrem selten beschrieben, ist aber inzwischen in ganz Österreich etabliert und auch in Deutschland an vielen Orten anzutreffen. Der Klimawandel soll seine Verbreitung begünstigen, da er warme und feuchte Habitate bevorzugt.

### Varianten
Vereinzelt kommen auch Exemplare mit einem ungewöhnlich verlängerten Stiel oder solche mit einem komplett weißen Receptaculum vor.

Langstielige Exemplare
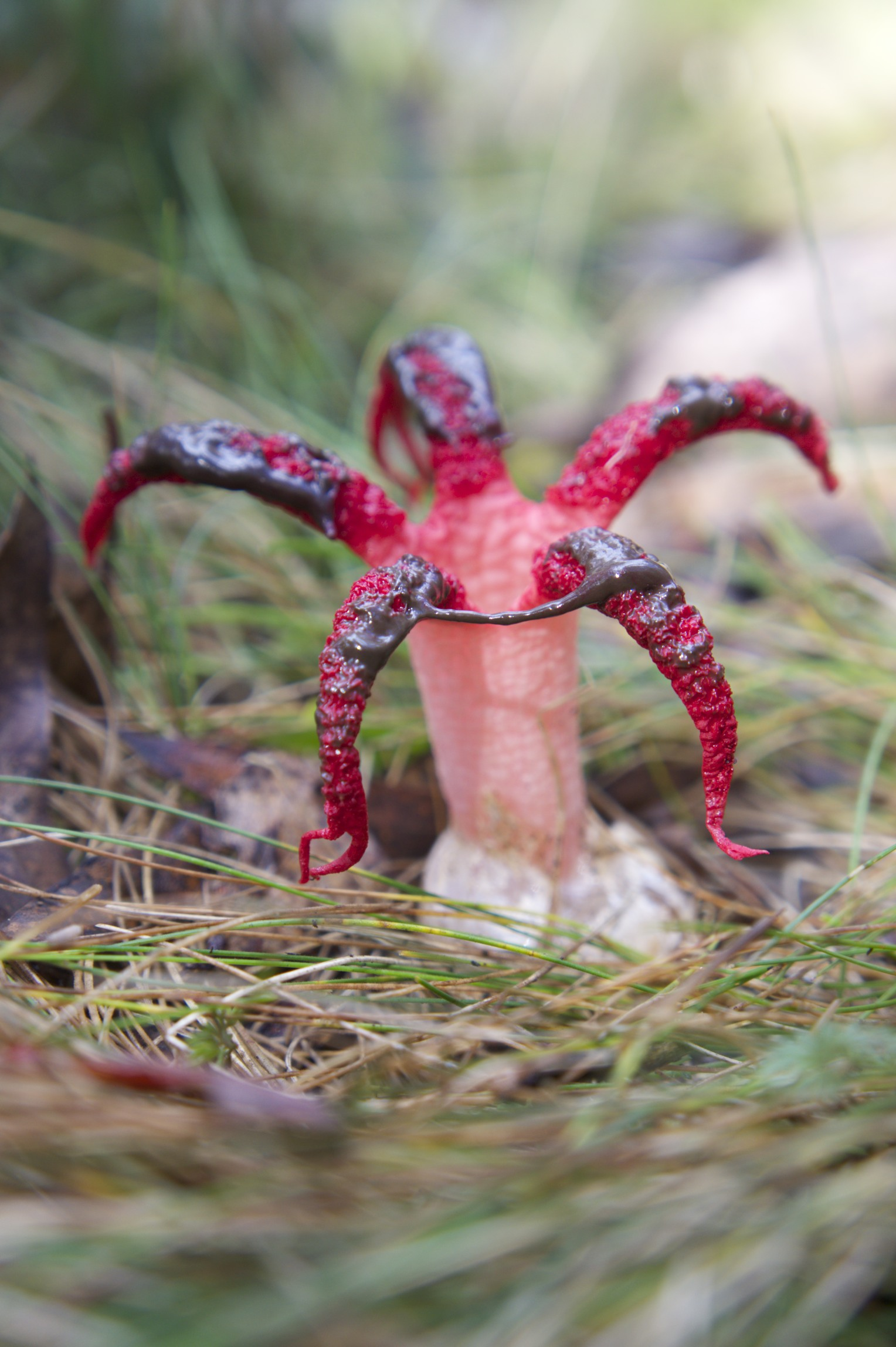
Ein langgestielter Fruchtkörper im Namadgi-Nationalpark
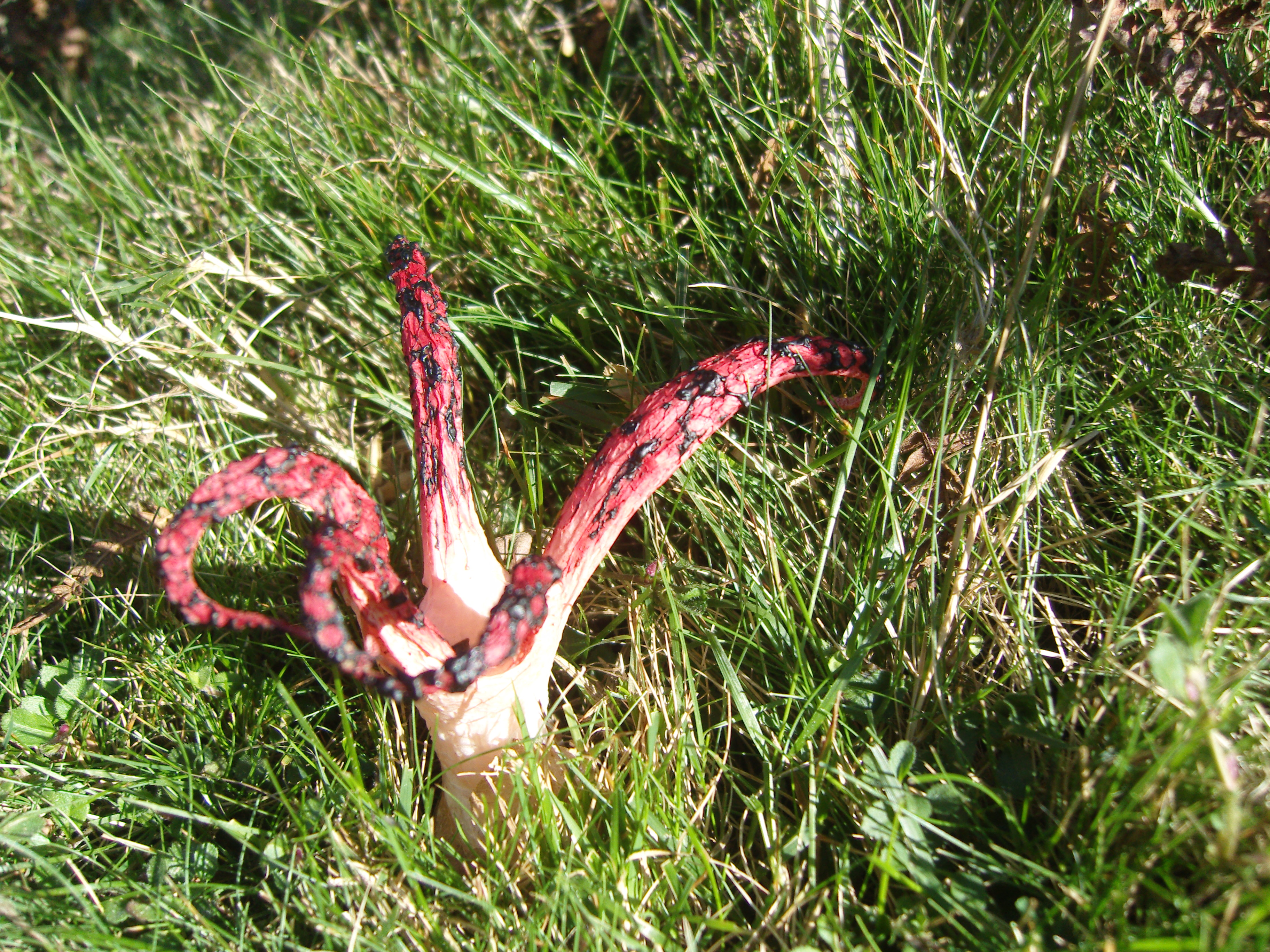
Clathrus archeri im Baskenland

### Artabgrenzung
Charakteristisch für den Tintenfischpilz sind die intensive rote Farbe sowie die Anzahl und die Form der Arme des Receptaculums. Roter Gitterling sowie Pseudocolus fusiformis oder Laternea triscapa können ähnlich gefärbt sein. Das Receptaculum besteht normalerweise nur aus bis zu vier Armen, die länger miteinander verbunden bleiben und sich nicht so stark nach außen krümmen. Die Sporen von P. fusiformis sind im Mittel gedrungener. Bei Clathrus columnatus öffnen sich die Arme ebenfalls nicht sternförmig; die Gleba ist auf den oberen Teil des Receptaculums beschränkt. Arten der Gattung Blumenavia erscheinen wie blasse Formen des Tintenfischpilzes. Die Arme laufen ebenfalls nur wenig auseinander.

Auswahl ähnlicher Arten
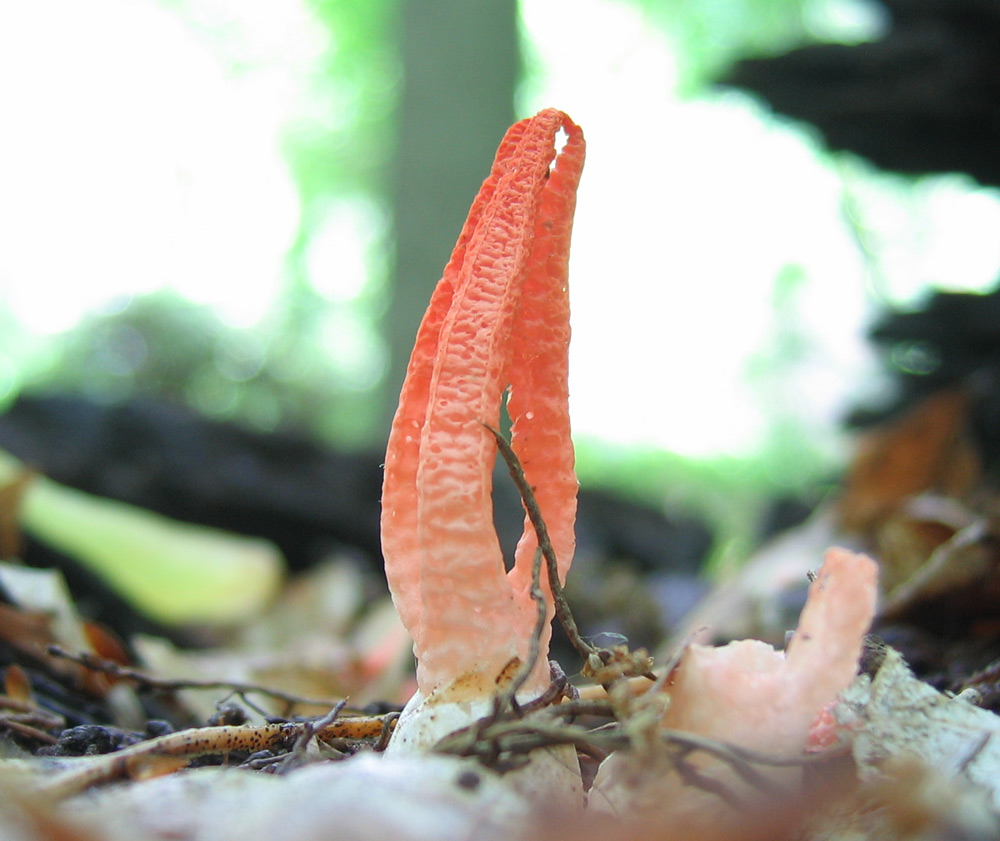
Pseudocolus fusiformis
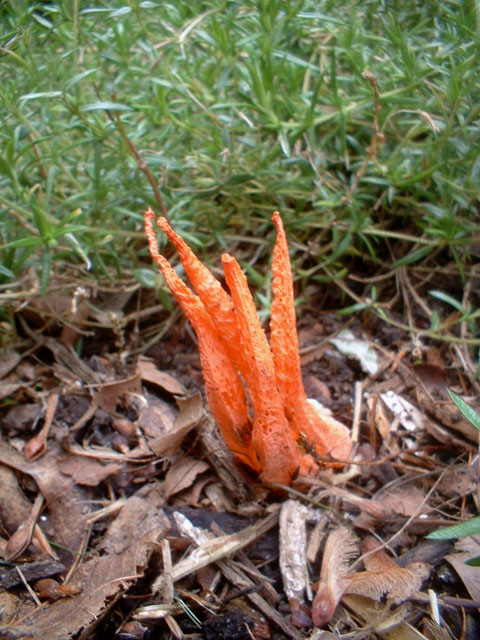
Laternea triscapa
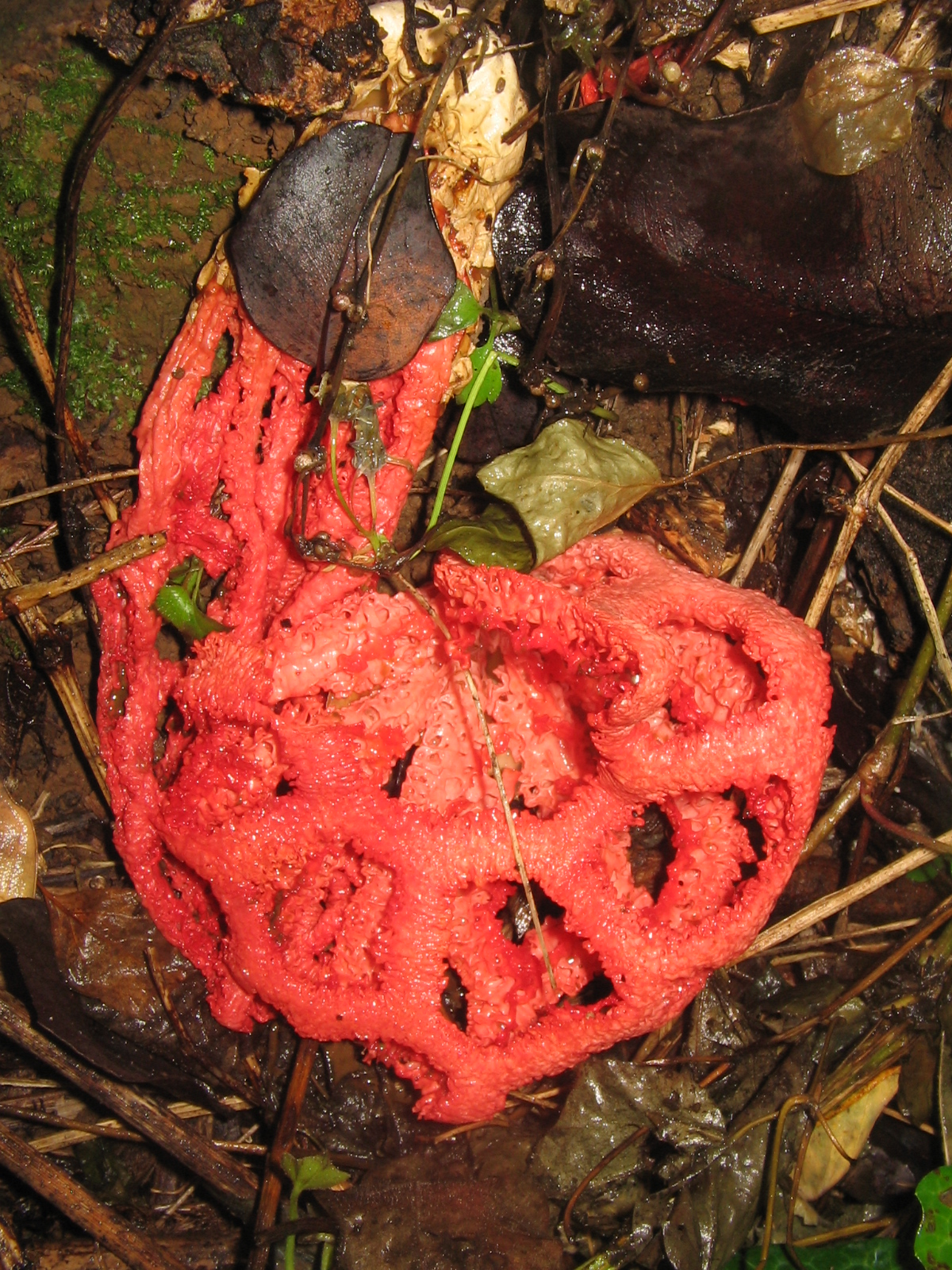
Roter Gitterling (Clathrus ruber)

2011 wurde Clathrus archeri var. albus aus Kerala in Indien beschrieben.